# Toyooka
Toyooka è una città giapponese della prefettura di Hyōgo.
La città comprende dal 2005 l'ex comune di Kinosaki, famosa per gli onsen.